# Experimentální autoimunitní encefalomyelitida
Experimentální autoimunitní encefalomyelitida (EAE), někdy též experimentální alergická encefalomyelitida, je encefalomyelitida, která je zvířecím modelem zánětu mozku. Jedná se o zánětlivé demyelinizační onemocnění centrální nervové soustavy (CNS). Většinou se EAE zkoumá na hlodavcích a je studována jako zvířecí model lidských demyelinizačních nemocí CNS, mezi které patří například roztroušená skleróza nebo akutní diseminovaná encefalomyelitida (ADEM).
EAE může být mít akutní nebo chronicky relabující průběh. Akutní EAE se podobá lidské onemocnění akutní diseminovanou encefalomyelitidu, zatímco chronicky relabující EAE připomíná roztroušenou sklerózu.